# Spanyolország hágóinak listája

## Spanyolország közúti hágói
- Hieron-hágó (151 m)
- Pto del Caliz (417 m)
- Pto del Bovar (1103 m)
- Pto del Viento (1190 m)
- Pto del Abejas (820 m)
- Pedrizas-hágó (960 m)
- Pto del Leon (960 m)
- Pto de los Alazores (1040 m)
- Pto delSurpiro del Alcoro (860 m)
- Pto Comacho (1219 m)
- Pto del Surpiro del Moro (860 m)
- Pto de la Mora (1280 m)
- Puerto de las Palomas (1357 m)

## Pireneusok

### Navarra
- Gorostieta-hágó (é. sz. 43° 03′ 37″, ny. h. 1° 46′ 04″43.060250°N 1.767759°WGorostieta)
- Belate-hágó (é. sz. 43° 02′ 39″, ny. h. 1° 36′ 54″43.044100°N 1.615000°WBelate)
- Egozkue-hágó (é. sz. 42° 57′ 50″, ny. h. 1° 33′ 48″42.963803°N 1.563393°WEgozkue)
- Esquisaroy-hágó (é. sz. 43° 13′ 01″, ny. h. 1° 33′ 05″43.216929°N 1.551402°WEsquisaroy)
- Artesiaga-hágó (é. sz. 43° 03′ 01″, ny. h. 1° 32′ 20″43.050180°N 1.538811°WArtesiaga)
- Meaka-hágó (é. sz. 43° 06′ 01″, ny. h. 1° 31′ 26″43.100200°N 1.523974°WMeaka)
- Otxondo-hágó (é. sz. 43° 14′ 10″, ny. h. 1° 29′ 38″43.236111°N 1.493889°WOtxondo)
- Erro-hágó (é. sz. 42° 56′ 30″, ny. h. 1° 28′ 15″42.941627°N 1.470712°WErro)
- Urquiaga-hágó (é. sz. 43° 02′ 09″, ny. h. 1° 28′ 13″43.035931°N 1.470331°WUrquiaga)
- Ispéguy-hágó
- Mezkiritz-hágó (é. sz. 42° 58′ 47″, ny. h. 1° 23′ 12″42.979817°N 1.386779°WMezkiritz)
- Roncevaux-hágó (é. sz. 43° 01′ 13″, ny. h. 1° 19′ 26″43.020278°N 1.323889°WRoncevaux)
- Lepoeder-hágó (é. sz. 43° 01′ 34″, ny. h. 1° 17′ 43″43.026235°N 1.295406°WLepoeder)
- Laza-hágó (é. sz. 42° 55′ 14″, ny. h. 0° 59′ 23″42.920428°N 0.989760°WLaza)

### Aragónia
- Somport-hágó
- Pourtalet-hágó
- Jasa-kapu (é. sz. 42° 41′ 25″, ny. h. 0° 38′ 02″42.690259°N 0.633829°WPuerto de Jasa)
- Cotefablo-kapu (é. sz. 42° 36′ 47″, ny. h. 0° 12′ 06″42.612944°N 0.201706°WPuerto de Cotefablo)
- Foradada-hágó (é. sz. 42° 24′ 51″, k. h. 0° 20′ 15″42.414031°N 0.337461°ECollado de Foradada)
- Fadas-hágó (é. sz. 42° 29′ 09″, k. h. 0° 32′ 29″42.485818°N 0.541525°EFadas)
- Bonansa-kapu (é. sz. 42° 25′ 25″, k. h. 0° 38′ 53″42.423655°N 0.648095°EPuerto de Bonansa)

### Katalónia
- Vielha-kapu (é. sz. 42° 38′ 46″, k. h. 0° 44′ 53″42.646000°N 0.748000°EPort de Vielha)
- Montllobar-hágó (é. sz. 42° 09′ 22″, k. h. 0° 47′ 53″42.156158°N 0.798026°EMontllobar)
- Perves-kapu (é. sz. 42° 21′ 29″, k. h. 0° 50′ 33″42.358052°N 0.842379°EPort de Perves)
- Bonaigua-kapu (é. sz. 42° 39′ 50″, k. h. 0° 58′ 55″42.663889°N 0.981944°EPort de la Bonaigua)
- Canto-kapu (é. sz. 42° 22′ 13″, k. h. 1° 14′ 14″42.370229°N 1.237162°EPort del Cantó)
- Pradell-hágó (é. sz. 42° 12′ 04″, k. h. 1° 46′ 07″42.201040°N 1.768709°EPradell)
- Pal-hágó (é. sz. 42° 18′ 12″, k. h. 1° 55′ 21″42.303436°N 1.922488°EPal)
- Collada de Toses-kapu (é. sz. 42° 20′ 12″, k. h. 1° 59′ 28″42.336540°N 1.991040°EPort de la Collada de Toses)
- Creueta-hágó (é. sz. 42° 18′ 05″, k. h. 1° 59′ 36″42.301389°N 1.993310°Ela Creueta)
- Santigosa-hágó (é. sz. 42° 12′ 39″, k. h. 2° 19′ 58″42.210719°N 2.332683°ESantigosa)
- Canes-hágó (é. sz. 42° 11′ 50″, k. h. 2° 20′ 45″42.197137°N 2.345966°ECanes)
- Bracons-hágó (é. sz. 42° 06′ 30″, k. h. 2° 22′ 35″42.108212°N 2.376511°EBracons)
- Capsacosta-hágó (é. sz. 42° 15′ 24″, k. h. 2° 23′ 55″42.256551°N 2.398543°ECapsacosta)
- Prats-hágó (é. sz. 42° 23′ 12″, k. h. 2° 26′ 06″42.386670°N 2.435085°EPrats)
- Condreu-hágó (é. sz. 42° 02′ 51″, k. h. 2° 30′ 39″42.047444°N 2.510780°ECondreu)
- Manrella-hágó (é. sz. 42° 25′ 14″, k. h. 2° 48′ 06″42.420669°N 2.801555°EManrella)
- Perthus-hágó

## Fordítás
- Pireneusok: Ez a szócikk részben vagy egészben  a   Liste des cols des Pyrénées című francia Wikipédia-szócikk fordításán alapul.  Az eredeti cikk szerkesztőit annak laptörténete sorolja fel. Ez a jelzés csupán a megfogalmazás eredetét és a szerzői jogokat jelzi, nem szolgál a cikkben szereplő információk forrásmegjelöléseként.